# Факундо Пельїстрі
Факу́ндо Пельї́стрі (ісп. Facundo Pellistri, нар. 20 грудня 2001, Монтевідео) — уругвайський футболіст, нападник грецького клубу «Панатінаїкос» та збірної Уругваю.

## Клубна кар'єра
Народився 20 грудня 2001 року в місті Монтевідео.
У дорослому футболі дебютував 2018 року виступами за команду «Пеньяроль», у якій провів два сезони, взявши участь у 32 матчах чемпіонату. 
Своєю грою за цю команду привернув увагу представників тренерського штабу клубу «Манчестер Юнайтед», до складу якого приєднався 2020 року. Відіграв за команду з Манчестера наступний сезон своєї ігрової кар'єри.
Протягом 2021—2022 років захищав кольори клубу «Алавес».
До складу клубу «Манчестер Юнайтед» повернувся 2022 року.

## Виступи за збірну
У 2022 році дебютувала в офіційних матчах у складі національної збірної Уругваю.
У складі збірної був учасником чемпіонату світу 2022 року у Катарі.
| Дата       | Місто         | Господарі   | Результат | Гості          | Турнір                  | Голи | Примітки |
| ---------- | ------------- | ----------- | --------- | -------------- | ----------------------- | ---- | -------- |
| 27-1-2022  | Асунсьйон     | Парагвай    | 0 – 1     | Уругвай        | Відбір до ЧС 2022       | -    | 20' 70'  |
| 1-2-2022   | Монтевідео    | Уругвай     | 4 – 1     | Венесуела      | Відбір до ЧС 2022       | -    | 74'      |
| 24-3-2022  | Монтевідео    | Уругвай     | 1 – 0     | Перу           | Відбір до ЧС 2022       | -    | 72' 84'  |
| 2-6-2022   | Глендейл      | Мексика     | 0 – 3     | Уругвай        | товариський матч        | -    | 73'      |
| 5-6-2022   | Канзас-Сіті   | США         | 0 – 0     | Уругвай        | товариський матч        | -    | 68'      |
| 11-6-2022  | Монтевідео    | Уругвай     | 5 – 0     | Панама         | товариський матч        | -    | 61'      |
| 23-9-2022  | Санкт-Пельтен | Іран        | 1 – 0     | Уругвай        | товариський матч        | -    | 46'      |
| 24-11-2022 | Ер-Раян       | Уругвай     | 0 – 0     | Південна Корея | ЧС 2022 - груповий етап | -    | 88'      |
| 28-11-2022 | Лусаїл        | Португалія  | 2 – 0     | Уругвай        | ЧС 2022 - груповий етап | -    | 62'      |
| 2-12-2022  | Ель-Вакра     | Гана        | 0 – 2     | Уругвай        | ЧС 2022 - груповий етап | -    | 66'      |
| 24-3-2023  | Токіо         | Японія      | 1 – 1     | Уругвай        | товариський матч        | -    | 68'      |
| 14-6-2023  | Монтевідео    | Уругвай     | 4 – 1     | Нікарагуа      | товариський матч        | -    |          |
| 8-9-2023   | Монтевідео    | Уругвай     | 3 – 1     | Чилі           | Відбір до ЧС 2026       | -    | 71'      |
| 12-9-2023  | Кіто          | Еквадор     | 2 – 1     | Уругвай        | Відбір до ЧС 2026       | -    | 70'      |
| 12-10-2023 | Барранкілья   | Колумбія    | 2 – 2     | Уругвай        | Відбір до ЧС 2026       | -    | 46'      |
| 17-10-2023 | Монтевідео    | Уругвай     | 2 – 0     | Бразилія       | Відбір до ЧС 2026       | -    | 88'      |
| 16-11-2023 | Буенос-Айрес  | Аргентина   | 0 – 2     | Уругвай        | Відбір до ЧС 2026       | -    | 88'      |
| 21-11-2023 | Монтевідео    | Уругвай     | 3 – 0     | Болівія        | Відбір до ЧС 2026       | -    | 77'      |
| 26-3-2024  | Ланс          | Кот-д'Івуар | 2 – 1     | Уругвай        | товариський матч        | -    | 46'      |
| 5-6-2024   | Денвер        | Мексика     | 0 – 4     | Уругвай        | товариський матч        | 1    |          |
| Усього     |               | Матчів      | 20        |                | Голів                   | 1    |          |

## Титули і досягнення
- Володар Кубка Футбольної ліги (1):

«Манчестер Юнайтед»: 2023
- Володар Кубка Англії (1):

«Манчестер Юнайтед»: 2023-24
Збірна Уругваю
- Бронзовий призер Кубка Америки: 2024[2]